# زياد (اسم)
زياد بكسر الزاي هو اسم علم مذكر من أصل عربي، ومعناه هو النمو والكثرة.

## الأصل اللغوي
زيزو

## وصلات خارجية
- موسوعة السلطان قابوس لأسماء العرب نسخة محفوظة 5 أبريل 2019 على موقع واي باك مشين.